# Decimoputzu
Decimoputzu (en sard, Dèximu Putzu) és un municipi italià, dins de la província de Sardenya del Sud. L'any 2007 tenia 4.025 habitants. Es troba a la regió de Campidano di Cagliari. Limita amb els municipis de Decimomannu, Siliqua, Vallermosa, Villasor i Villaspeciosa.

## Administració
| Període | Identitat            | Partit      |
| ------- | -------------------- | ----------- |
| 2005-   | Gianfranco Sabiucciu | Centredreta |